# Клеменциці
Клеменциці (пол. Klemencice) — село в Польщі, у гміні Водзіслав Єнджейовського повіту Свентокшиського воєводства.
Населення — 262 особи (2011).
У 1975-1998 роках село належало до Келецького воєводства.

## Демографія
Демографічна структура на день 31 березня 2011 року:
|          | Загалом | Допрацездатний вік | Працездатний вік | Постпрацездатний вік |
| -------- | ------- | ------------------ | ---------------- | -------------------- |
| Чоловіки | 131     | 31                 | 84               | 16                   |
| Жінки    | 131     | 20                 | 79               | 32                   |
| Разом    | 262     | 51                 | 163              | 48                   |